# Poecilia butleri
Poecilia butleri es un pez de la familia de los pecílidos en el orden de los ciprinodontiformes.

## Morfología
Los machos pueden alcanzar los 7 cm de longitud total y las hembras los 8 cm.

## Distribución geográfica
Se encuentran desde México hasta Panamá.